# 葉 (解剖学)
解剖学における葉（よう、英: lobe; folium, 羅: lobus, 複数形 lobi, Folium）は、動物の器官において、溝や裂、結合組織などの肉眼的に明瞭な境界によって区画された領域（組織や器官片）のことを指す。肺葉、肝葉、脳葉に代表される。
腺組織の最小単位である葉の構成単位は小葉（しょうよう、英: lobule, 羅: lobulus）と呼ばれる。腺の管組織の末端部が嚢状に膨大している部分を指す。肺小葉や肝小葉が挙げられる。ただし、葉に相当する構成単位を持たない器官でも、比較的小さい単位の集合によって器官が構成される場合、それも小葉と呼ぶ。
日本語の「葉」（よう）は薄くて平たいものを指す語であり、筋膜や反芻類の第三胃におけるラテン語: laminaに当たる用語も葉（よう、lamina、lamina）と訳される。また、外形が葉状の弁も、葉（よう、patch）または葉弁（ようべん）と呼ばれる。
以下、立体で書かれたラテン文字は英語、斜体で書かれたラテン文字はラテン語の用語を意味する。

## 肺における葉

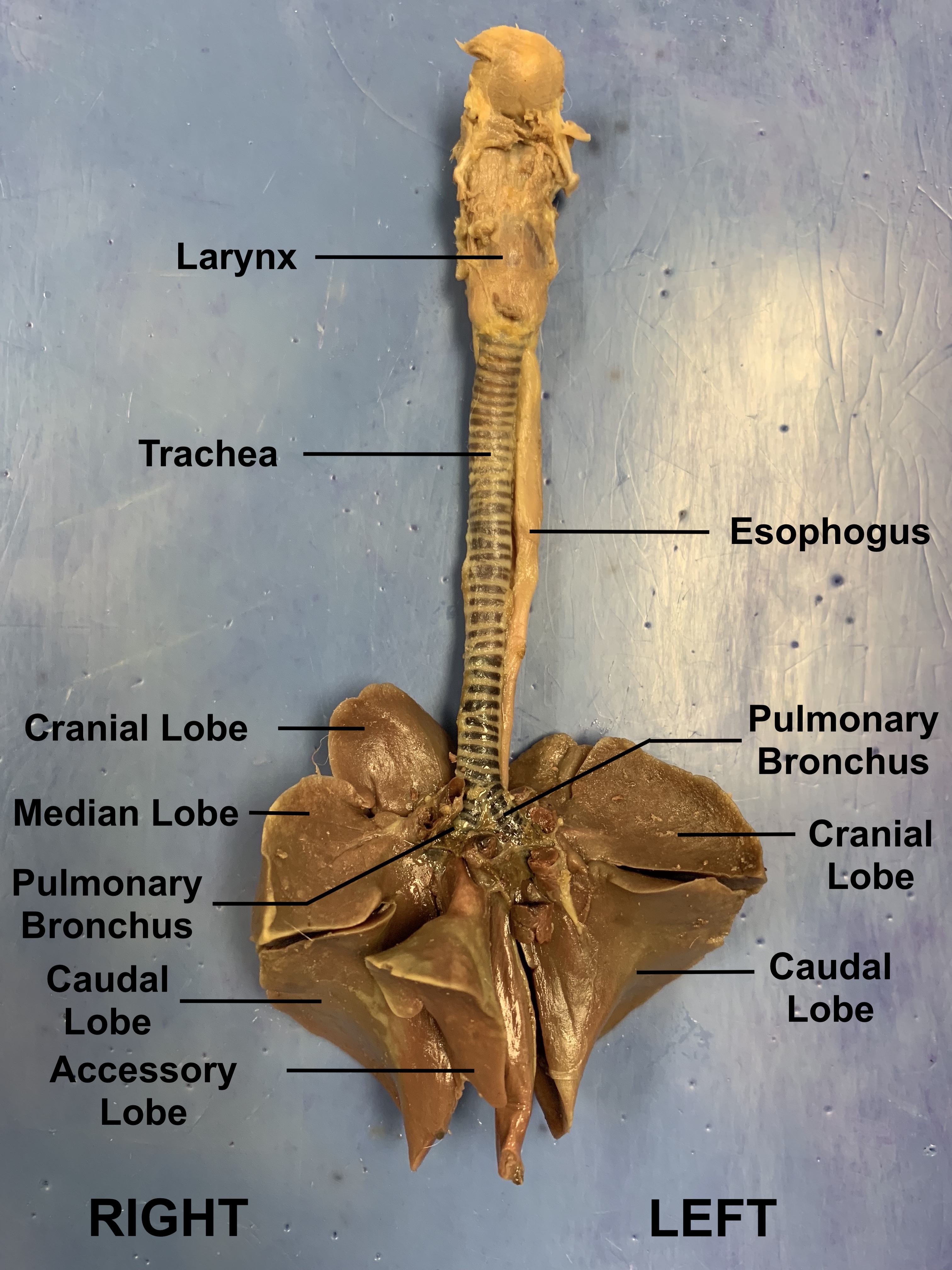
ウサギの肺。7葉に分かれている。
Larynx:咽頭、Trachea:気管、Esophagus:食道
Pulmonary Bronchus:気管支
Cranial Lobe:前葉、Caudal Lobe:後葉
Median Lobe:中葉、Accessory Lobe:副葉

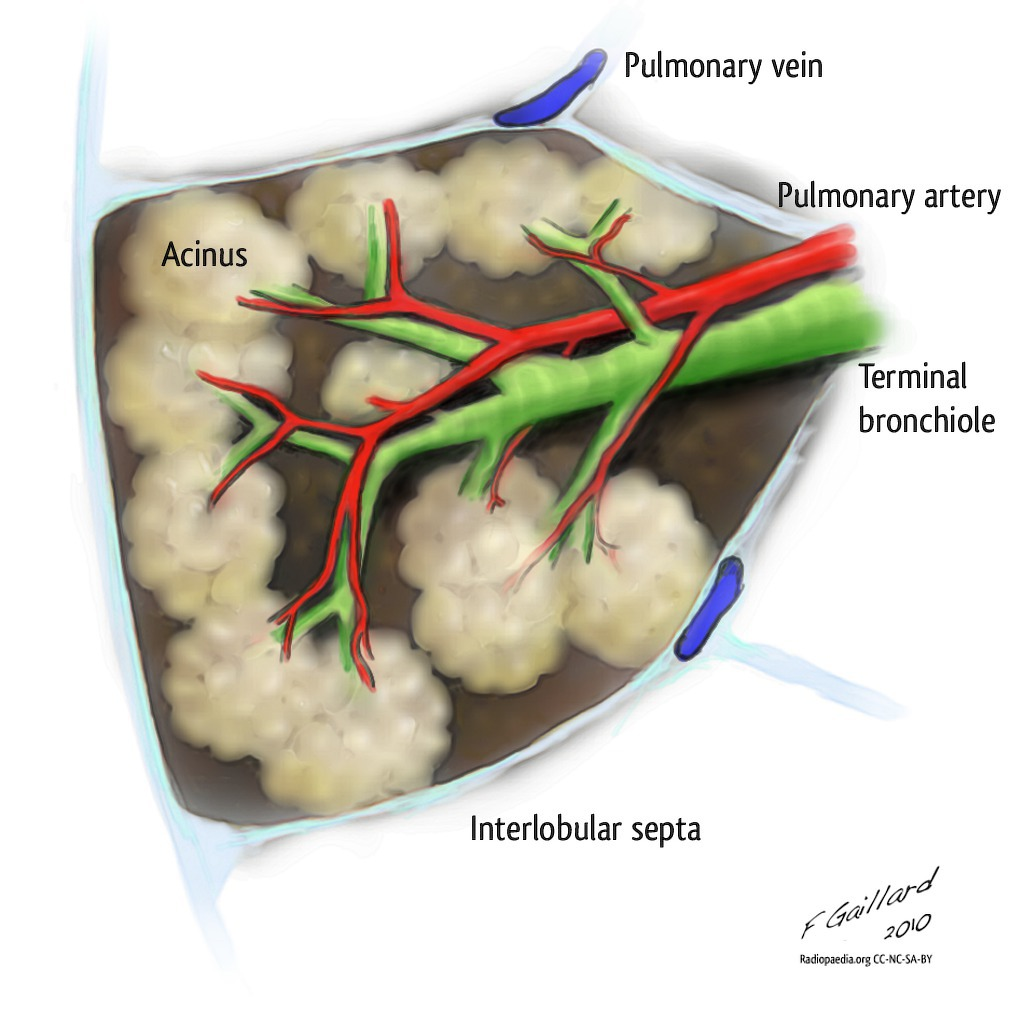
肺小葉の構造。
Acinus:肺胞（腺房）、Pulmonary vein:肺静脈、Pulmonary artery:肺動脈、Terminal bronchiole:終末細気管支、Interlobular septa:小葉間隔壁

哺乳類の肺は、肺葉（はいよう、lobi pulmonis）に区切られる。家畜ではウマ Equus ferus caballus Linnaeus, 1758を除き、左右ともに前後2条の葉間裂（ようかんれつ、fissurae interlobares）によって前後に並ぶ数個の肺葉に区切られる。ただし、下記のヒトおよびブタ Sus scrofa domesticus Erxleben, 1777の左肺では、葉間裂は1条のみ認められる。前の葉間裂を前葉間裂（ぜんようかんれつ、cranial interlobar fissure、fissura interlobaris cranialis）、後ろの葉間裂を後葉間裂（こうようかんれつ、caudal interlobar fissure、fissura interlobaris caudalis）という。
左肺において、前葉間裂は、心切痕によって前位に狭く薄くなった前葉（ぜんよう、cranial lobe、lobus cranialis）を前葉前部（ぜんようぜんぶ、cranial part、pars cranialis; 旧用語では尖葉、せんよう、lobus apicalis; 山頂、さんちょう、clumenとも）および前葉後部（ぜんようこうぶ、caudal part、pars caudalis; 旧用語では心葉、しんよう、lobus cardiacus; 小舌、しょうぜつ、lingulaとも）に分け、後葉間裂は前葉後部の後方を画し、最大の後葉（こうよう、caudal lobe、lobus caudalis; 旧用語では横隔葉、おうかくよう、lobus diaphragmaticus）をつくる。これらの3肺葉は何れも葉間面で接している。
右肺の前葉は普通1葉にまとまるが、ウシ亜目（反芻類）および、ときたまイヌ Canis lupus familiaris Linnaeus, 1758では、右肺前葉は左肺と同じように2葉に分かれる。ブタの左肺は、前葉間裂を欠くが、心切痕が深く入り込むことで前葉を前後部に分けている。ウマでは葉間裂が全くなく、心切痕の前後で僅かな前葉とは著しく大きい後葉が認められるのみである。右肺にはほかに、内側面から突き出す副葉（ふくよう、accesory lobe、lobus accesorius; 旧用語では中間葉、ちゅうかんよう、lobus intermedius）に加え、ウマ以外では中葉（ちゅうよう、middle lobe、lobus medius; 旧用語では心葉、しんよう、lobus cardiacus）が認められる。副葉は縦隔と大静脈襞が作る縦隔陥凹に収容され、大静脈襞で右肺の他の葉から区別される。
ヒトの右肺は水平裂（すいへいれつ、horizontal fissure）および斜裂（しゃれつ、oblique fissure）によって上葉（じょうよう、superior lobe、lobus superior）、中葉（ちゅうよう、middle lobe、lobus medius）、下葉（かよう、inferior lobe、lobus inferior）の3葉に分かれる。また、左肺は斜裂によって上葉（じょうよう、superior lobe）と下葉（かよう、lobus superior、inferior lobe、lobus inferior）の2葉に分かれる。外科医が肺癌、肺気腫、肺結核などにより損傷した組織を切除する際は区域または葉単位で切除を行う。葉の切除を行う場合、胚葉切除術と呼ばれる。
| 哺乳類      | 左肺 | 右肺 | 合計           |
| ----------- | --- | --- | -------------- |
| ウマ        | 前葉 lobus cranialis（尖葉 lobus apicalis） 後葉 lobus caudalis（横隔葉 lobus diaphragmaticus）                                                   | 前葉 lobus cranialis（尖葉 lobus apicalis） 副葉 lobus accesorius（中間葉 lobus intermedius） 後葉 lobus caudalis（横隔葉 lobus diaphragmaticus）                                                                                   | 5葉            |
| ウシ亜目    | 前葉前部 pars cranialis（尖葉 lobus apicalis） 前葉後部 pars caudalis（心葉 lobus cardiacus） 後葉 lobus caudalis（横隔葉 lobus diaphragmaticus） | 前葉前部 pars cranialis（尖葉前部） 前葉後部 pars caudalis（尖葉後部） 中葉 lobus medius （心葉 lobus cardiacus） 副葉 lobus accesorius（中間葉 lobus intermedius） 後葉 lobus caudalis（横隔葉 lobus diaphragmaticus）             | 8葉            |
| イヌ        | 前葉前部 pars cranialis（尖葉 lobus apicalis） 前葉後部 pars caudalis（心葉 lobus cardiacus） 後葉 lobus caudalis（横隔葉 lobus diaphragmaticus） | 前葉 lobus cranialis（尖葉 lobus apicalis） （場合によっては前部と後部に分かれる） 中葉 lobus medius （心葉 lobus cardiacus） 副葉 lobus accesorius（中間葉 lobus intermedius） 後葉 lobus caudalis（横隔葉 lobus diaphragmaticus） | 7葉 または 8葉 |
| ブタ ウサギ | 前葉前部 pars cranialis（尖葉 lobus apicalis） 前葉後部 pars caudalis（心葉 lobus cardiacus） 後葉 lobus caudalis（横隔葉 lobus diaphragmaticus） | 前葉 lobus cranialis（尖葉 lobus apicalis） 中葉 lobus medius （心葉 lobus cardiacus） 副葉 lobus accesorius（中間葉 lobus intermedius） 後葉 lobus caudalis（横隔葉 lobus diaphragmaticus）                                        | 7葉            |
| ヒト        | 上葉 superior lobe (lobus superior) 下葉 inferior lobe (lobus inferior)                                                                           | 上葉 superior lobe (lobus superior) 中葉 middle lobe (lobus medius) 下葉 inferior lobe (lobus inferior) | 5葉            |

また、肺葉はいくつかの肺区域（はいくいき、bronchopulmonary segments、segmenta bronchopulmonalia）に分けられる。前葉は前葉背側区（dorsal segments of cranial lobe、segmenta dorsalia lobi cranialis）、前葉腹側区（ventral segments of cranial lobe、segmenta ventralia lobi cranialis）、前葉内側区（medial segments of cranial lobe、segmenta medialia lobi cranialis）、前葉外側区（lateral segments of cranial lobe、segmenta lateralia lobi cranialis）、後葉は後葉背側区（dorsal segments of caudal lobe、segmenta dorsalia lobi caudalis）、後葉腹側区（ventral segments of caudal lobe、segmenta ventralia lobi caudalis）、後葉内側区（medial segments of caudal lobe、segmenta medialia lobi caudalis）、後葉外側区（lateral segments of caudal lobe、segmenta lateralia lobi caudalis）に分かれ、中葉は中葉区（middle lobe segments、segmenta lobi medii）、副葉は副葉区（accesory segments、segmenta accesorium）と呼ばれる。

### 肺小葉
また、気管支と同伴した結合組織が間質として肺内に行きわたり、小葉間細気管支（しょうようかんさいきかんし、bronchuli interlobulares）と呼ばれる直径1 mmの細管の部分で小葉間結合組織として、肺の実質を多数の肺小葉（はいしょうよう、lobuli pulmonales）に区画する。肺小葉は肺の表面に多角形の区画として肉眼で観察でき、ウシ Bos primigenus taurus Linnaeus, 1758では間質が多く、小葉の境界がはっきりとし、小葉は多量の結合組織により小葉群にまとめられる。他の動物では間質が少ないため、ブタではなんとか見分けられる程度で、イヌでは境界が全く不明瞭である。肺小葉の形はピラミッド型で、先端は肺門、規定は肺胸膜（表面）に面する。小葉間細気管支は小葉の先端から入り、小葉細気管支（しょうようさいきかんし、labular bronchioles）となる。

## 肝臓における葉

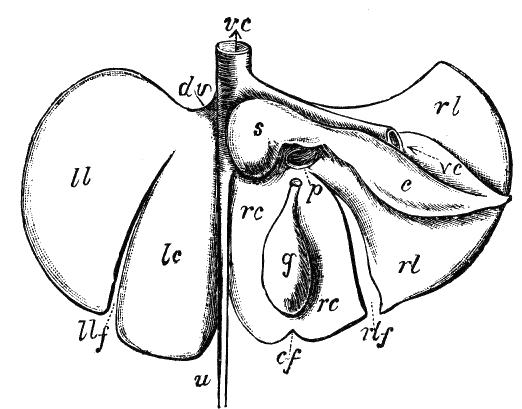
哺乳類の肝臓の後方表面の模式図。
c:尾状葉、dv:静脈管、g:胆嚢、lc:内側左葉、ll:外側左葉、p:門脈開口部、rc:内側右葉、rl:右側右葉、s:Spigel葉、u:臍静脈、vc:下大静脈、cf; llf; rlf:葉間切痕

肝臓は基本的に左右両葉の肝葉（かんよう、lobi hepatis）に分けられるが、哺乳類では、腹縁に発達する1 - 2の葉間切痕（ようかんせっこん、interlobar notches、incisurae interlobares）により、これがさらに多数の肝葉に細分化される顕著な傾向がある。原則的には右葉（うよう、right lobe, right hepatic lobe、lobus hepatis dexter）および左葉（さよう、left lobe, left hepatic lobe、lobus hepatis sinister）にまず区別され、中心部は肝門を境界として両側の葉間切痕との間で、背位に尾状葉（びじょうよう、caudate lobe、lobus caudatus）、腹位に方形葉（ほうけいよう、quadrate lobe、lobus quadratus）を仕切る。多いものでは6葉を数える。
ヒトの肝臓は間膜により右葉、左葉、尾状葉、方形葉の4葉に区分されている。尾状葉はSpigel葉 (Spigelian lobe)、肝部下大静脈部 (paracaval portion)、尾状葉突起 (caudate process)の3領域に分類される。
ウシ亜目でも右葉、左葉、尾状葉、方形葉の4葉を持ち、肝臓は比較的小さく葉間切痕がない。ウシでは尾状葉がよく発達し、先端の尾状突起は右葉の外縁を超えて外に伸び、基部には乳頭突起があり肝門に向かってよく突出する。またウシでは左葉と方形葉は浅い臍静脈溝中にある肝円索基部の小彎で僅かに区別され、ヒツジ Ovis aries Linnaeus, 1758やヤギ　Capra aegagrus hircus Linnaeus, 1758ではこの部分がウシよりも深く彎入する。右葉と方形葉は胆嚢を収納する胆嚢窩で区切られる。
ウマでは、肝円索より左側は左葉であるが、その中にも切痕が存在し、外側を外側左葉（がいそくさよう、left lateral hepatic lobe、lobus hepatis sinister lateralis）、内側を内側左葉（ないそくさよう、left medial hepatic lobe、lobus hepatis sinister medialis）に分ける。そのため肝臓は外側左葉、内側左葉、右葉、尾状葉、方形葉の5葉に分かれる。外側左葉は卵円状に長く、老個体では最大となるのに対し、若馬では右葉が最大の容積となる。右葉はやや四角形で、大結腸の圧迫により年齢とともに委縮する。方形葉の発達は悪い。
ブタやイヌ、ウサギ Oryctolagus cuniculus (Linnaeus, 1758)では左葉が外側左葉と内側左葉に分かれるだけでなく、右葉も外側右葉（がいそくうよう、right lateral hepatic lobe、lobus hepatis dexter lateralis）と内側右葉（ないそくうよう、right medial hepatic lobe、lobus hepatis dexter medialis）に分かれるため、外側左葉、内側左葉、外側右葉、内側右葉、尾状葉、方形葉の6葉に分かれる。ブタの肝臓は比較的大きく、特に外側左葉が最大となる。方形葉は三角形で発達が悪く、肝臓腹縁に届かない。尾状葉も小さい。ブタに比べ、イヌとウサギでは葉間切痕が深く発達するため、肝葉の存在が顕著である。イヌの肝臓は体格に比べ最も大きく、外側左葉が最も大きい。尾状葉の尾状突起および乳頭突起もともによく発達する。ウサギでも外側左葉が最大となり、それに次いで内側右葉も大きい。

### 肝小葉
肝臓の線維膜は肝門で脈管、神経、胆管とともに血管周囲線維鞘として肝実質中に侵入し、小葉間結合組織として実質を無数の肝小葉（かんしょうよう、hepatic lobules、lobuli hepatis）に区画する。線維膜はさらに微細な細網線維を分派して機材として肝小葉に入り込む。肝小葉は多角形で、幅1.0 - 1.7 mm、高さ1.5 - 2.5 mmの肝臓の最小構成単位。イヌでは肝小葉は小さいが、ブタの肝小葉は大きく、特に老個体で発達する。ブタの小葉間結合組織も多量で、肝臓表面からも容易に肝小葉が区別でき、結合組織中に弾性繊維を多く含むため強固である。ウサギの結合組織の量はやや多いが、その他の家畜では結合組織の量が少なく顕微鏡による観察でも数個の小葉の会合部にだけやや多量に認められる程度で、質は柔らかく脆い。

## 脳における葉

### 大脳
| 前頭葉 | 頭頂葉 | 側頭葉 | 後頭葉 |

外側から見た大脳皮質の解剖的区分

ヒトの大脳皮質における等皮質は機能的に関連する6つの葉に分けられることがある。ロボトミー (lobotomy)の語は葉 (希: λοβός , lobós, 羅: lobus)を切除 (希: τέμνω, témnōの変化τομή, tomē)することを意味する。
- 前頭葉（ぜんとうよう、frontal lobe、lobus frontalis）[23][25]
- 頭頂葉（とうちょうよう、parietal lobe、lobus parietalis）[23][25]
- 側頭葉（そくとうよう、temporal lobe、lobus temporalis）[23][25]
- 後頭葉（こうとうよう、occipital lobe、lobus occipitalis）[23][25]
- 島葉（とうよう、insular lobe、insula）[23][25]
- 辺縁葉（へんえんよう、limbic lobe）[23]

頭頂葉はさらに上頭頂小葉（じょうとうちょうしょうよう、lobulus parietalis superior）、下頭頂小葉（かとうちょうしょうよう、lobulus parietalis inferior）という小葉および中心後回（gyrus postcentralis）という脳回に分けられる。また、これらの脳葉や小葉は数本の溝により脳回（のうかい、gyrus）と呼ばれる部位に更に分けられる。
ヒトの大脳では退化的になっているが、両生類以上でよく認められ、哺乳類でよく発達する部分として、嗅脳がある。嗅脳を腹面から見ると大脳脚外側にゆるやかに隆起するやや三角形の梨状葉（りじょうよう、lobus piriformis）がある。これは側脳室の腹角に当たり、後方に狭く、大脳半球の側頭葉に続く。梨状葉表面はイヌなどでは平滑であるが、草食性動物では1 - 2の縦溝があり、梨状葉溝（りじょうようこう、sulci lobi piriformis）と呼ばれる。

### 小脳
ヒトの小脳は解剖学的に、大きく前葉（ぜんよう、anterior lobe）、後葉（こうよう、posterior lobe）および片葉小節葉（へんようしょうせつよう、flocculo-nodular lobe）に分けられ、また中央部は虫部葉（ちゅうぶよう、folium vermis）と呼ばれる。そして前葉は四角小葉（しかくしょうよう、quadrangular lobule）と小脳中心小葉（しょうのうちゅうしんしょうよう、central lobule）、後葉は単小葉（たんしょうよう、simple lobule）、上半月小葉（じょうはんげつしょうよう、superior semilunar lobule）および下半月小葉（かはんげつしょうよう、inferior semilunar lobule）からなる。

### 下垂体

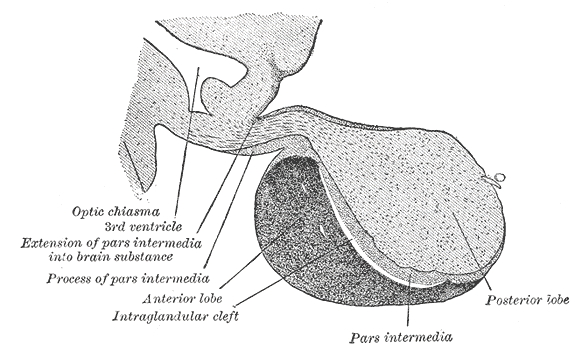
ヒトの下垂体。Optic chiasma:視交叉、3rd ventricle:第三脳室、Anterior lobe:前葉、Posterior lobe:後葉、Pars intermedia:中葉（Extention of pars intermedia into brain substance:脳質内に拡張した中葉、process of pars intermedia:中葉の突起）、Intraglandular cleft:腺内の裂

また、哺乳類、鳥類ともに下垂体は大きく、下垂体腺葉（かすいたいせんよう; または腺（性）下垂体、せん（せい）かすいたい、adenohypophysis）および下垂体神経葉（かすいたいしんけいよう; または神経（性）下垂体、しんけい（せい）かすいたい、neurohypophysis）に分けられる。これらは発生学的に全く起源が異なり、前者は発生初期に現れる口窩（口蓋）の上皮が間脳底に向かって嚢状に突出し、後に離れたものであるラトケ嚢であるのに対し、後者は間脳壁から出た漏斗突起に由来する。また、下垂体腺葉は中葉（ちゅうよう、intermediate lobe、pars intermedia; 中間部）、隆起葉（りゅうきよう、pars tuberalis; 隆起部、りゅうきぶ; 結節部、けっせつぶ）、主葉（しゅよう、distal lobe、pars distalis; 主部、しゅぶ; 末端部、まったんぶ）の3部からなり、下垂体神経葉は正中隆起（せいちゅうりゅうき、median eminence、eminentia mediana; 正中隆起部）および神経葉（しんけいよう、neural lobe、pars nevrosa; 漏斗突起、ろうととっき、proc. infundibuli）の2つに分けられる。下垂体腺葉は（下垂体）前葉（（かすいたい）ぜんよう、anterior lobe, lobus anterior）、下垂体神経葉は（下垂体）後葉（（かすいたい）こうよう、posterior lobe, lobus posterior）と呼ばれることもあるが、隆起葉と主葉を合わせて前葉、中葉と神経葉を合わせて後葉とすることもある上、主葉のみを前葉、神経葉（漏斗突起）のみを後葉とすることもある。
鳥類では中葉がなく、下垂体腺葉は頭部と尾部に分けられる。魚類では前葉が吻部および基部に分けられ、隆起葉を欠く。うち真骨魚類はかつて下垂体腺葉に入り込む神経全体を神経葉と呼んだが、現在ではこのうち前方部を正中隆起の相同部とし、後方を神経葉とする。円口類では脳底の前方部が正中隆起、広報部が神経葉に相当する。また、板鰓類は（下垂体）腹葉（かすいたいふくよう、ventral lobe of hypophysis）が下方に発達する。下垂体腹葉は下垂体の後部が下方に細長く突出し、その先端が嚢状の構造をなして広がった領域のことを指す。下垂体腹葉は板鰓類でのみに発達し、下垂体隆起部と相同であると考えられる。全頭類には同様の構造として下垂体主葉の前方に独立した口蓋葉（こうがいよう、独: Rachendachhypophyse）が存在する。
| 下垂体の区分                                             | 下垂体の区分                         | 下垂体の区分 | 下垂体の区分 |
| -------------------------------------------------------- | ------------------------------------ | ------------ | ------------ |
| 下垂体                                                   |                                      |              |              |
| 下垂体腺葉 （腺下垂体・腺性下垂体） （下垂体前葉）       | 主葉 （主部・前葉）                  | 前葉         |              |
| 下垂体腺葉 （腺下垂体・腺性下垂体） （下垂体前葉）       | 隆起葉 （隆起部・結節部）            | 前葉         |              |
| 下垂体腺葉 （腺下垂体・腺性下垂体） （下垂体前葉）       | 中葉 （中間部）                      | 後葉         |              |
| 下垂体神経葉 （神経下垂体・神経性下垂体） （下垂体後葉） | 神経葉 （神経部・漏斗突起） （後葉） | 後葉         |              |
| 下垂体神経葉 （神経下垂体・神経性下垂体） （下垂体後葉） | 漏斗茎                               | 漏斗         |              |
| 下垂体神経葉 （神経下垂体・神経性下垂体） （下垂体後葉） | 正中隆起 （正中隆起部）              | 漏斗         |              |

## 腺における葉

### 乳腺
ヒトの乳腺の腺組織は10 - 20個の乳腺葉（にゅうせんよう、mammary lobes）からなる。それぞれに乳管があり、乳腺小葉（にゅうせんしょうよう、lobules of mammary gland）と繋がって終末乳管小葉単位（しゅうまつにゅうかんしょうようたんい、terminal duct lobular unit, TDLU）という構造を作る。
ウサギの乳房の乳腺にも乳腺葉（にゅうせんよう、lobi glandulae mammariae）および乳腺小葉（にゅうせんしょうよう、lobuli glandulae mammariae）があり、各葉ごとに乳管が出て、乳管洞を経て乳頭先端の乳孔に向かう。

### 甲状腺

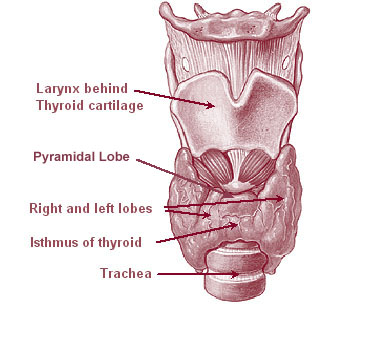
ヒトの甲状腺。Larynx behind Thyroid cartilage:甲状軟骨後方の喉頭 、Pyramidal lobe:甲状腺錐体葉、Right and left lobes:右葉と左葉、Isthmus of thyroid:甲状腺峡部 、Trachea:気管。

哺乳類の甲状腺は左右に2葉に分かれ、右葉（うよう、lobus dexter）および左葉（さよう、lobus sinister）と呼ばれる。ウシでは、両葉は不正楕円状の腺体からなり、気管腹面正中位を横切る比較的幅広い峡部で結ばれる。ウマやヒツジ、イヌなどでは両葉を結ぶ峡部は狭く、しばしば消失し、そのとき完全に独立した1対の腺体となる。ウサギでは峡部の幅が広いが短く、両葉は器官の腹側に引かれ、各葉の前後端は突起状に前角および後角を形成する。ブタでは、甲状腺は気管腹側の正中位に位置し、峡部は葉よりも発達して前方に錐体葉（すいたいよう、lobus pyramidalis）を突出させ、両葉は峡部と合体し、前縁が三叉状を示す1個の腺となる。

### 胸腺
胸腺はウシ亜目やブタで大きく発達し、左右の葉が1個にまとまって胸葉（きょうよう、lobus thoracicus）を形成する。胸葉は頸方に向かって二叉に分岐し右頸葉（うけいよう、lobus cervicalis dexter）および左頸葉（さけいよう、lobus cervicalis sinister）となって気管の側方を頸動脈に沿って上行する。その他の動物では右胸腺および左胸腺にはじめから分かれる。胸腺を覆う被膜は脈管、神経を伴って腺実質に入り込み、実質を多くの胸腺小葉（きょうせんしょうよう、lobuli thymi）に分ける。小葉は多数の一次小葉（いちじしょうよう、lobuli primarii）の集合からなる。

### 膵臓
膵臓は膵右葉（すいうよう、right pancreatic lobe、 lobus pancreatis dexter）と膵左葉（すいさよう、left pancreatic lobe、lobus pancreatis sinister）に分かれ、中央の膵体で結合している。ウマやブタではヒトに似て中央の膵体から幅広く短い膵右葉と、狭く長い膵左葉が分かれ出る。右葉は前十二指腸曲、作用は脾臓近くに達する。ウマでは鉤状突起が右葉に近く突出する。ウシ亜目やイヌでは頂点の膵体から胃側に膵左葉、十二指腸側に膵右葉を分ける。

## 精巣における小葉
精巣には葉に相当する構成単位はないが、白膜からなる精巣縦隔から周縁に向かって派出される精巣中隔によって分けられた精巣小葉（せいそうしょうよう、lobuli testis）をもつ。精巣小葉はピラミッド型で、基底は精巣の全周縁に面し、先端が縦隔に向かっている。また、精巣上体における精巣輸出管が集まった精巣上体頭では、管がうねうねと複雑に曲がって太くなり、底面を先に向けた円錐状となり、それら1つ1つが白膜の続きの間質でまとめられ、精巣上体小葉（せいそうじょうたいしょうよう、lobuli epididymidis; または精巣上体円錐、せいそうじょうたいえんすい、coni epididymidis）となる。ウマでは、精巣上体小葉が精巣上体頭の全部を占める。

## 葉 (lamina)

### 筋膜の葉
哺乳類の側頭筋膜は2葉、頸筋膜は3葉に分かれている。また、側腹筋の筋膜が癒合し腹直筋を包んだ腹直筋鞘も2葉に分かれている。
側頭筋膜の下部は2葉に分かれ、浅葉（せんよう、lamina superficialis）および深葉（しんよう、lamina profunda）と呼ばれる。浅葉は頬骨弓の外側面に、深葉は頬骨弓の外側面に着き、両葉間には脂肪組織がある。
頸筋膜のうち、広頸筋の下にある筋膜を浅葉（せんよう、investing layer、lamina superficialis, lamina colli superficialis）、舌骨下筋を包む筋膜を気管前葉（きかんぜんよう、lamina pretrachealis）、後頸筋を包む筋膜を椎前葉（ついぜんよう、lamina preverterbralis, lamina profunda (praevertebralis)）と呼ぶ。頸動脈鞘はこれらの筋膜で構成される。
腹直筋鞘は前葉（ぜんよう、lamina anterior）および後葉（こうよう、lamina posterior）の前後2葉からなる。外腹斜筋の腱膜は前葉に入り、内腹斜筋では下部は前葉のみに入るが、腱膜の大半は前後2葉に分かれて前後両葉に入る。腹横筋の腱膜は弓状線より上部は後葉、下部は前葉に入る。

### 第三胃葉
鯨偶蹄目の反芻亜目やカバ科、ラクダ亜目やクジラ亜目に加え海牛目などは普通4つの複胃をもち、そのうち第三胃には第三胃葉（だいさんいよう、omasal laminae、laminae omasi）という薄い粘膜襞が見られる。第三胃葉は第三胃の背壁および側壁から多数放射状に出て第三胃底に集中し、第三胃管の輪郭を作っている。また、葉は大葉、中葉、小葉、最小葉の4種類に区別される。葉の数は種ごとにほぼ一定で、大葉の数はウシで12 - 14枚、ヤギで10-11枚、ヒツジで9 - 10枚を数える。各葉は大葉を挟んで中葉、中葉を挟んで小葉、小葉を挟んで最小葉と規則正しく配列される。各様の狭い間隙を葉間陥凹（ようかんかんおう、interlaminar recesses、recessus interlaminares）と呼ぶ。第三胃葉には表面に無数の第三胃乳頭がある。